# Goundafa
Goundafa (en Tachelhit : Tagountaft) est une tribu berbère appartenant à l'ethnie Chleuh du Haut Atlas occidental, dans la haute vallée de l'oued N'Fiss, le long de la voie de communication qui descendait du col du Tizi N'Test vers Marrakech. C'est sur son territoire que se trouvent les ruines de Tinmel, fief de la dynastie Chleuh des Almohades (XIIème-XIIIème siècles).
La famille des derniers caïds du pays étaient originaires des Aït Ouadrim, une tribu de l'Anti-Atlas.
Les caïds du Goundafa contrôlaient la vallée du N'Fiss et le flanc occidental du massif du Toubkal. Ils étaient encadrés par les Glaoua à l'est et les Mtouga à l'ouest, avec lesquels ils étaient en rivalité.
Vers la fin du XIXe siècle, l'amghar du Goundafa jouissait d'une large autonomie par rapport au pouvoir central. Sous l'impulsion de Si Ahmed Ou Lahsen, le fils d'un maître d'école qui prit la tête du clan, ils étendirent leur emprise sur la région vers 1875. Le sultan envoya des troupes pour assurer son autorité, mais elle ne purent s'emparer de la kasbah du Tagountaft. Finalement, l'homme fort du Goundafa (Si Mohamed n Aït Lahsen) fit sa soumission au sultan Moulay Hassan Ier et fut nommé caïd.
Après la mort de Si Mohamed en 1885, son fils Si Taïeb el Goundafi lui succéda. Il étendit son influence sur l'autre versant du Tizi N'Test en direction de la plaine du Souss. Sous le Protectorat, il fut nommé pacha de Tiznit auprès du "capitaine chleuh", Léopold Justinard et reçut le commandement du Sous (1917-1921).
Le pays du Goundafa conserve de nombreuses kasbahs témoignant du pouvoir des chefs de cette tribu. Du nord au sud, en remontant la vallée du N'Fiss :
- Tagadirt el Bour
- Talat n Yaqoub, sur la rive gauche de la rivière, la plus importante ;
- Agadir n Gouj, sur la rive droite, construite en 1907 (visible depuis Tinmel et Talat n Yaqoub);
- Agadir n Outgountaft, perchée sur un piton en rive droite, à 1600 m, construite en brique et non en pisé (aujourd'hui en ruines).

Les kasbahs du Goundafa sont moins fortifiées que celles de leurs voisins, car la sécurité était principalement assurée par des fortins et des postes d'observation perchés sur les hauteurs.